# The Draft
Pour les articles homonymes, voir Draft.
The Draft est un un groupe américain de punk rock, originaire de Gainesville, en Floride, actif entre 2006 et 2013.

## Histoire
Formé en 2006, le groupe se compose de Jason Black, George Rebelo et Chris Wollard, membres de Hot Water Music. Le groupe comprend également le guitariste Todd Rockhill de Black Cougar Shock Unit, Discount et d'autres groupes de Gainesville, en Floride. The Draft se forme peu après le départ du chanteur et guitariste Chuck Ragan de Hot Water Music. Les trois membres restants du groupe voulaient continuer à faire de la musique ensemble, mais décident de ne pas continuer sous le nom de Hot Water Music, choisissant plutôt de prendre un nouveau départ.
En 2006, The Draft commence à tourner. Leur premier album, In a Million Pieces, sort le 12 septembre 2006. Le 13 mars 2007, The Draft publie un EP numérique éponyme sur tous les principaux plateformes musicales. À la mi-octobre 2007, The Draft sort le vinyle We'll Never Know/Hard to Be Around It sur No Idea Records. Les deux chansons sont également disponibles sur iTunes.
The Draft se reforme pour une tournée à l'été 2013. 

## Discographie

### Album studio
- 2006 : In a Million Pieces (Epitaph Records)

### EP
- 2007 : The Draft (Epitaph Records)
- 2007 : We’ll Never Know / Hard to Be Around It (No Idea Records)